# Arany Buddha-szobor (Bangkok)
A bangkoki Arany Buddha-szobor (thai nyelven: พระพุทธมหาสุวรรณปฏิมากร) a Traimit buddhista templomban áll. Az öt és fél tonna súlyú szobor a világ legnagyobb arany Buddhája.

## Mérete
A szobor átmérője 3,77 méter, magasság 3,04 méter. Az alappal együtt 4,79 méter magas. Súlya 5,5 tonna (5500 kg), alapanyaga 18 karátos arany, amelynek értéke mintegy 9,5 milliárd forint.

## Története
A szobor korát nagyjából 700 évre teszik. Az alkotást évszázadokon át festett és színes üvegmozaikokkal díszített gipsz borította, hogy a Thaiföld mai területére betörő támadók elől elrejtsék valódi értékét. A szobor az úgynevezett Szúkhóthaj-stílusban készült, erre utal a tojás alakú fej.
A Buddha először valószínűleg Szukhothajban állt, majd a 15. század elején Ajuthajába, a folyók által körbevett szigetvárosba szállították. A várost 1767-ben elpusztították a burmaiak. Negyedszázad múlva Bangkok lett a harmadik thai királyság központja, ahova a rombolást túlélő szobrok jelentős részét vitték. Így került az arany Buddha is a városba.  A szobrot a Csoti Naram-templomban állították fel. A templomot IV. és V. Ráma uralkodása alatt elhanyagolták, majd az 1930-as években a terület az East Asiatic Co. Ltd. tulajdonába került, amely a legfőbb szentély kivételével elbontotta a romos épületeket.
A szobor új templomát Bangkok kínai városrészében építették fel 1954-ben. A Buddhát 1955-ben helyezték el itt, és ekkor - május 25-én - fedezték fel, hogy a megrepedt gipszborítás alatt valójában egy tömör aranyszobor rejtőzik.
A Wat Traimit a YouTube-on: .